# Стрмец на Пределу
Стрмец на Пределу (словен. Strmec na Predelu; итал. Bretto di Sopra) је мало насеље у општини Бовец која припада покрајини Приморска у Горишкој регији.
Налази се на путу ка Пределу, граничном прелазу између Италије и Словеније у Јулијским Алпима на надморској висини 1.156 м.
Стрмец на Пределу се простире на површини од 12,4 км², а надморска висина је 955,1 метар. Приликом пописа становништва 2011. године насеље је имало 16 становника
У насељу постоје 2 објекта који спадају у непокретана културна добра Републике Словеније.